# Kuvait a 2004. évi nyári olimpiai játékokon
Kuvait a görögországi Athénban megrendezett 2004. évi nyári olimpiai játékok egyik részt vevő nemzete volt. Az országot az olimpián 3 sportágban 11 sportoló képviselte, akik érmet nem szereztek.

## Atlétika
Férfi

| Versenyző         | Versenyszám    | Előfutam | Előfutam | Előfutam | Elődöntő | Elődöntő | Elődöntő | Döntő   | Döntő    |
| Versenyző         | Versenyszám    | Idő      | Hely.    | Össz.    | Idő      | Hely.    | Össz.    | Idő     | Helyezés |
| ----------------- | -------------- | -------- | -------- | -------- | -------- | -------- | -------- | ------- | -------- |
| Fauzi es-Sammari  | 400 m          | 48,25    | 7.       | 54.      | kiesett  | kiesett  | kiesett  | kiesett | kiesett  |
| Mohammed el-Ázemi | 800 m          | 1:47,67  | 7.       | 43.      | kiesett  | kiesett  | kiesett  | kiesett | kiesett  |
| Bassár Omar       | 3000 m akadály | 8:48,65  | 14.      | 35.      |          |          |          | kiesett | kiesett  |

Férfi

| Versenyző      | Versenyszám   | Selejtező | Selejtező | Döntő    | Döntő    |
| Versenyző      | Versenyszám   | Eredmény  | Helyezés  | Eredmény | Helyezés |
| -------------- | ------------- | --------- | --------- | -------- | -------- |
| Ali ez-Zinkavi | Kalapácsvetés | 71,06 m   | 30.       | kiesett  | kiesett  |

Női

| Versenyző           | Versenyszám | Előfutam | Előfutam | Előfutam | Negyeddöntő | Negyeddöntő | Negyeddöntő | Elődöntő | Elődöntő | Elődöntő | Döntő   | Döntő    |
| Versenyző           | Versenyszám | Idő      | Hely.    | Össz.    | Idő         | Hely.       | Össz.       | Idő      | Hely.    | Össz.    | Idő     | Helyezés |
| ------------------- | ----------- | -------- | -------- | -------- | ----------- | ----------- | ----------- | -------- | -------- | -------- | ------- | -------- |
| Dána en-Naszr Alláh | 100 m       | 13,92    | 8.       | 61.      | kiesett     | kiesett     | kiesett     | kiesett  | kiesett  | kiesett  | kiesett | kiesett  |

## Cselgáncs
Férfi

| Versenyző       | Versenyszám | 32-es főtábla                       | Nyolcaddöntő      | Negyeddöntő       | Elődöntő          | Vigaszág első kör | Vigaszág negyeddöntő | Vigaszág elődöntő | Bronz- mérkőzés   | Döntő             | Helyezés    |
| Versenyző       | Versenyszám | Ellenfél Eredmény                   | Ellenfél Eredmény | Ellenfél Eredmény | Ellenfél Eredmény | Ellenfél Eredmény | Ellenfél Eredmény    | Ellenfél Eredmény | Ellenfél Eredmény | Ellenfél Eredmény | Helyezés    |
| --------------- | ----------- | ----------------------------------- | ----------------- | ----------------- | ----------------- | ----------------- | -------------------- | ----------------- | ----------------- | ----------------- | ----------- |
| Mádzsid Szultán | Nehézsúly   | Martin Boonzaayer (USA) · 0000-1010 | kiesett           | kiesett           | kiesett           |                   |                      |                   |                   |                   | helyezetlen |

## Sportlövészet
Férfi

| Versenyző          | Versenyszám | Selejtező | Selejtező | Döntő   | Döntő    |
| Versenyző          | Versenyszám | Pont      | Helyezés  | Pont    | Helyezés |
| ------------------ | ----------- | --------- | --------- | ------- | -------- |
| Nászer el-Meklad   | Trap        | 117       | 14.**     | kiesett | kiesett  |
| Háled el-Mudaf     | Trap        | 121       | 4.*       | 141     | 6.       |
| Fehajd ed-Díháni   | Dupla trap  | 134       | 8.        | kiesett | kiesett  |
| Masfi el-Mutajri   | Dupla trap  | 131       | 12.       | kiesett | kiesett  |
| Abdalláh er-Rasídi | Skeet       | 121       | 8.**      | kiesett | kiesett  |

* - két másik versenyzővel azonos eredményt ért el

** - hat másik versenyzővel azonos eredményt ért el